# Micropsectra lincki
Micropsectra lincki е вид насекомо от разред Двукрили (Diptera), семейство Хирономидни (Chironomidae).